# Marina Balažev
Marina Balažev (Bereg, 1978.), hrvatska književnica za djecu. Po struci je profesorica hrvatskog jezika i književnosti i diplomirani književni komparatist. 
Osnovnu je školu pohađala u rodnom Beregu. U Somboru je pohađala srednju medicinsku školu smjer farmaceutski tehničar. 
Studirala je na Filozofskom fakultetu u Zagrebu u Zagrebu kroatistiku i komparativnu književnost. 
Bavi se hrvatskim govorima staroštokavske akcentuacije u projektima Zavoda za kulturu vojvođanskih Hrvata, posebice istraživanjem i bilježenjem značajki govora šokačkih Hrvata u Bačkoj (Bođani, Plavna, Vajska, Bereg, Monoštor, Sonta).
Osim jezikoslovnog rada, napisala je nekoliko dječjih slikovnica. Piše i za hrvatske tiskovine u Vojvodini (Subotička Danica). 